# Rémi Pelletier-Roy
Rémi Pelletier-Roy (nascido em 4 de julho de 1990, em Longueuil) é um ciclista canadense. Competiu nos Jogos Pan-Americanos de 2015.